# Botryobasidium olivaceum
Botryobasidium olivaceum ist eine Ständerpilzart aus der Familie der Traubenbasidienverwandten (Botryobasidiaceae). Sie bildet resupinate, spinnwebartige Fruchtkörper aus, die meist auf Totholz wachsen. Das Verbreitungsgebiet von Botryobasidium olivaceum umfasst das westafrikanische Gabun. Eine Anamorphe der Art ist bislang nicht bekannt.

## Merkmale

### Makroskopische Merkmale
Botryobasidium olivaceum besitzt frisch olivgräuliche, trocken braune, gespinstartige und dünne Fruchtkörper, die resupinat (also vollständig anliegend) auf ihrem Substrat wachsen und unter der Lupe leicht netzartig erscheinen.

### Mikroskopische Merkmale
Wie bei allen Traubenbasidien ist die Hyphenstruktur von Botryobasidium olivaceum monomitisch, besteht also ausschließlich aus generativen Hyphen, die sich rechtwinklig verzweigen. Die Basalhyphen sind bräunlich, dickwandig, meist 4–10 µm breit und nicht inkrustiert. Die 6–10 µm dicken Subhymenialhyphen sind gelb-bräunlich (nach oben hin blasser), stark verzweigt und dünnwandig. Alle Hyphen sind einfach septiert. Die Art verfügt weder über Zystiden noch über Schnallen. Der Pilz besitzt zunächst leicht kugelförmige, später langgezogene Basidiolen. Die sechs- bis achtsporigen Basidien der Art wachsen in Nestern, werden 12–17 × 7–9 µm groß, sind mittig tailliert und an der Basis einfach septiert. Die Sporen sind länglich bis nierenförmig und meist 5–6,2 × 3–4 µm groß. Sie sind glatt, hyalin und dünnwandig.

## Verbreitung
Die bekannte Verbreitung von Botryobasidium olivaceum umfasst lediglich die Typlokalität in Gabun.

## Ökologie
Botryobasidium olivaceum ist ein Saprobiont, der Totholz besiedelt. Die Substrate wurden bislang nicht näher bestimmt, gefunden wurde die Art bislang stets in küstennahen Biotopen.